# Dragojevac (gmina Arilje)
Dragojevac (cyr. Драгојевац) – wieś w Serbii, w okręgu zlatiborskim, w gminie Arilje. W 2011 roku liczyła 264 mieszkańców.